# Billy Smith (calciatore 1895)
William Henry Smith, meglio conosciuto come Billy Smith (Tantobie, 23 maggio 1895 – Huddersfield, 13 aprile 1951), è stato un allenatore di calcio e calciatore inglese, di ruolo attaccante.

## Carriera

### Nazionale
Tra il 1922 ed il 1928 ha giocato in totale 3 partite nella nazionale inglese.

## Statistiche

### Cronologia presenze e reti in nazionale
| Cronologia completa delle presenze e delle reti in nazionale ― Inghilterra | Cronologia completa delle presenze e delle reti in nazionale ― Inghilterra | Cronologia completa delle presenze e delle reti in nazionale ― Inghilterra | Cronologia completa delle presenze e delle reti in nazionale ― Inghilterra | Cronologia completa delle presenze e delle reti in nazionale ― Inghilterra | Cronologia completa delle presenze e delle reti in nazionale ― Inghilterra | Cronologia completa delle presenze e delle reti in nazionale ― Inghilterra | Cronologia completa delle presenze e delle reti in nazionale ― Inghilterra |
| Data                                                                       | Città                                                                      | In casa                                                                    | Risultato                                                                  | Ospiti                                                                     | Competizione                                                               | Reti                                                                       | Note                                                                       |
| -------------------------------------------------------------------------- | -------------------------------------------------------------------------- | -------------------------------------------------------------------------- | -------------------------------------------------------------------------- | -------------------------------------------------------------------------- | -------------------------------------------------------------------------- | -------------------------------------------------------------------------- | -------------------------------------------------------------------------- |
| 13-3-1922                                                                  | Liverpool                                                                  | Inghilterra                                                                | 1 – 0                                                                      | Galles                                                                     | Coppa Kirin                                                                | -                                                                          |                                                                            |
| 8-4-1922                                                                   | Birmingham                                                                 | Inghilterra                                                                | 0 – 1                                                                      | Scozia                                                                     | Coppa Kirin                                                                | -                                                                          |                                                                            |
| 31-3-1928                                                                  | Londra                                                                     | Inghilterra                                                                | 1 – 5                                                                      | Scozia                                                                     | Amichevole                                                                 | -                                                                          |                                                                            |
| Totale                                                                     |                                                                            | Presenze                                                                   | 3                                                                          |                                                                            | Reti                                                                       | 0                                                                          |                                                                            |

## Palmarès

### Giocatore

#### Club
- Coppa d'Inghilterra: 1

Huddersfield Town: 1921-1922
- Community Shield: 1

Huddersfield Town: 1922
- Campionato inglese: 3

Huddersfield Town: 1923-1924, 1924-1925, 1925-1926